# Підгорні Селищі
Підго́рні Се́лищі (рос. Подгорные Селищи, ерз. Подгорные Селищи) — присілок у складі Темниковського району Мордовії, Росія. Входить до складу Бабеєвського сільського поселення.
Населення — 26 осіб (2010; 52 у 2002).
Національний склад (станом на 2002 рік):
- росіяни — 96 %